# Australia Act 1986

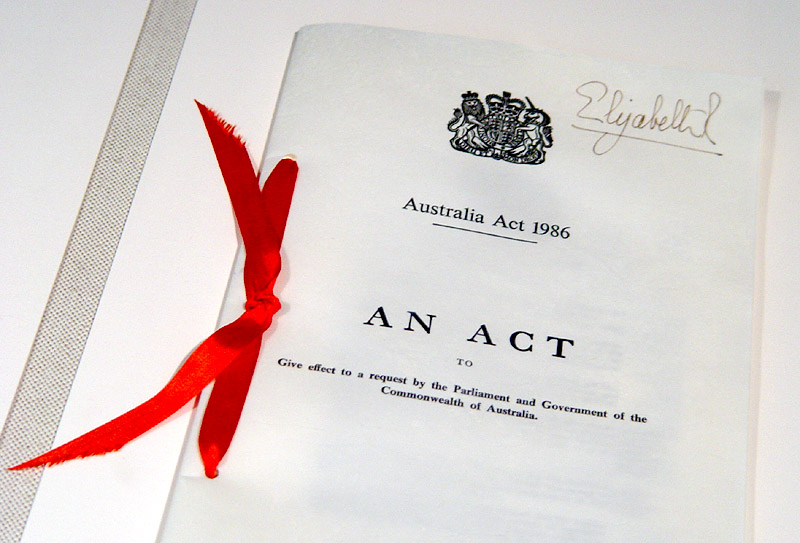

Australia Act 1986 é o título curto de cada uma de duas peças de legislação separadas, mas relacionadas: uma, uma Lei da Comunidade (isto é, federal) do Parlamento da Austrália, a outra, uma Lei do Parlamento do Reino Unido. Na Austrália, eles são chamados, respectivamente, de Australia Act 1986 (Cth) e Australia Act 1986 (UK). Essas leis quase idênticas foram aprovadas pelos dois parlamentos, devido à incerteza de se apenas o Parlamento da Commonwealth tinha a autoridade final para fazê-lo. Eles foram promulgados usando poderes legislativos conferidos ao permitir atos aprovados pelos parlamentos de cada estado australiano. As Leis entraram em vigor simultaneamente, em 3 de março de 1986.
De acordo com o longo título da lei australiana, seu objetivo era "trazer os arranjos constitucionais que afetam a Commonwealth e os Estados a serem colocados em conformidade com o status da Comunidade da Austrália como uma nação soberana, independente e federal". A Lei da Austrália (Cth e UK) eliminou as possibilidades restantes de o Reino Unido legislar com efeito na Austrália, de o Reino Unido estar envolvido no governo australiano e de apelar de qualquer tribunal australiano para um tribunal britânico.  Isso separou formalmente todos os laços jurídicos entre a Austrália e o Reino Unido.